# بيراسيكابا
بيراسيكابا (بالإنجليزية: Piracicaba)‏ هي مدينة، وبلدية في البرازيل، تتبع ساو باولو، بلغ عدد سكانها 329٬158  نسمة، في 1 أغسطس 2000، تبلغ مساحتها 1٬378٫069 كيلومتر مربع.

## الموقع
تشترك في الحدود مع:
- São Pedro, São Paulo [الإنجليزية]‏
- Saltinho, São Paulo [الإنجليزية]‏
- Tietê, São Paulo [الإنجليزية]‏.

## أعلام
- كوتينيو
- آندريه كروز
- جوزيه ألتافيني
- نيوتن دي سوردي
- برودنت دي مورايس
- ماركوس بيتسيلي